# Liosomaphis ornata
Liosomaphis ornata är en insektsart. Liosomaphis ornata ingår i släktet Liosomaphis och familjen långrörsbladlöss. Inga underarter finns listade i Catalogue of Life.